# Nový Hrozenkov
Nový Hrozenkov là một chợ huyện thuộc huyện Vsetín, vùng Zlínský, Cộng hòa Séc.